# Flughafen Río Gallegos

i7
i11
i13
Der Flughafen Río Gallegos (eigentlich: Aeropuerto Internacional Piloto Civil Norberto Fernández) ist ein argentinischer Flughafen nahe der Stadt Río Gallegos in der Santa Cruz Provinz. Besonders an dem seit 1964 betriebenen Flughafen ist, dass er über die längste Landebahn des Landes verfügt.
Neben der Nutzung als ziviler Verkehrsflughafen wird er als Militärflugplatz genutzt. Der argentinischen Luftwaffe  dient die nördlich der Start- und Landenbahn gelegene Base Aérea Militar Río Gallegos als Stützpunkt der X. Luftbrigade.

## Militärische Nutzung
Die Militärbasis existiert seit 1949 und ist seit 1984 Heimat der seinerzeit neu aufgestellten X Brigada Aérea der FAA. Ihr untersteht mit der Escuadrón X eine fliegende Staffel. Sie ist mit leichten DHC-6 Transport- und leichten Pampa-Kampfflugzeugen ausgerüstet.
Neben der FAA nutzen auch die argentinischen Heeresflieger den militärischen Bereich. Sie haben hier seit 1984 eine Helikopterstaffel stationiert, die Sección de Aviación de Ejército No 11, die der Mechanisierten Brigade XI, Brigada Mecanizada XI, unterstellt ist.

### Zwischenfälle
- Am 26. Juni 1964 startete eine Douglas DC-4/C-54A-DO der Argentinischen Marine (Luftfahrzeugkennzeichen 0189/5-T-2) vom Flughafen Río Gallegos mit eisbedeckten Tragflächen. Aufgrund mangelnden Auftriebs musste die Maschine deshalb 1500 Meter nach dem Start schon wieder auf einem gefrorenen Acker notgelandet werden. Das Flugzeug wurde irreparabel beschädigt. Alle 64 Insassen, zehn Besatzungsmitglieder und 54 Passagiere, überlebten den Unfall.[1]

## Zivile Nutzung

### Fluggesellschaften und Flugziele
| Fluggesellschaft      | Ziele                                                               |
| --------------------- | ------------------------------------------------------------------- |
| Aerolíneas Argentinas | Buenos Aires-Ezeiza, Buenos Aires-Jorge Newbery, Comodoro Rivadavia |
| LADE                  | Comodoro Rivadavia, El Calafate, Río Grande, Ushuaia                |
| Quellen:              |                                                                     |